# 8. oklopna divizija (Wehrmacht)
8. oklopna divizija bila je dio Wehrmachta. Divizija je formirana kroz restrukturiranje 3. lake divizije u siječnju 1940. Prebačena je na zapad i borila se u bitci za Francusku, u svibnju 1940. i njemačkoj invaziji Balkana, u travnju 1941. Nakon toga je krenula prema Lenjingradu, pod vodstvom Vojne Grupe Sjever (Heeresgruppe Nord) u operaciji Barbarossa. Na istočnoj fronti će ostati do samog kraja rata. Ostajući na obrambenim frontama, vidjela je akciju u Kholmu 1942. godine i povlačenje Vojne Grupe Centar (Heeresgruppe Mitte) 1943. godine, sve dok nije prebačena u Vojnu Grupu Jug (Heeresgruppe Süd). Divizija se zatim borila u ozbiljnim defanzivnim pokretima, natrag kroz Ukrajinu, Mađarsku i konačno, u Šleskoj u svibnju 1945. godine.